# Бухкирхен
Бухкирхен (нем. Buchkirchen) — ярмарочная коммуна (нем. Marktgemeinde) в Австрии, в федеральной земле Верхняя Австрия.
Входит в состав округа Вельс. Население составляет 3659 человек (на 31 декабря 2005 года). Занимает площадь 32 км². Официальный код — 41 804.

## Политическая ситуация
Бургомистр коммуны — Герхард Раушер (СДПА) по результатам выборов 2003 года.
Совет представителей коммуны (нем. Gemeinderat) состоит из 25 мест.
- СДПА занимает 13 мест.
- АНП занимает 9 мест.
- Зелёные занимают 2 места.
- АПС занимает 1 место.